# Mbo Mpenza
Mbo Jérôme Mpenza (* 4. prosince 1976, Kinshasa, Zair) je bývalý belgický fotbalový útočník původem z DR Kongo (tehdy Zair). Nastupoval i za belgický národní tým.
Jeho mladší bratr Émile Mpenza byl také fotbalista.
Účastník dvou světových šampionátů jako hráč (1998 a 2002).
Po ukončení hráčské kariéry se stal fotbalovým skautem klubu RSC Anderlecht.

## Klubová kariéra
Mpenza působil mimo Belgii v Portugalsku, Turecku a Řecku.

## Reprezentační kariéra
Mpenza působil v mládežnických reprezentacích Belgie U15, U16, U17, U18 a U21.
V A-mužstvu Belgie debutoval 29. března 1997 v kvalifikačním utkání v Cardiffu proti domácímu týmu Walesu (výhra 2:1). Celkem odehrál v národním týmu 56 utkání a vstřelil 3 góly.
Zúčastnil se dvou světových šampionátů - 1998 ve Francii a 2002 v Japonsku a Jižní Koreji.
Hrál i na EURU 2000, které Belgie pořádala společně s Nizozemskem.